# Río Nara
El río Nara (del ruso: Нара) es un afluente del río Oká en su riviera izquierda, de la cuenca hidrográfica del Volga en Rusia.

## Geografía
El Nara nace en el lago Poletskoye y discurre por los óblast de Moscú y de Kaluga. Tiene una longitud de 158 km y drena una cuenca con la superficie de 2 030 km².
El Nara se congela desde noviembre-diciembre hasta abril.
Sus principales afluentes son los ríos Beriózovka, Serpeika, Chavra, Temenka, Chernishnia, Istia, Shatuka y Chernichka.
Atraviesa las ciudades de Naro-Fominsk y Sérpujov.